# リビング歌謡曲
『リビング歌謡曲』（リビングかようきょく）は、1980年代から1990年代にかけて日本各地のAMラジオ局で放送されていた綜合放送制作の音楽番組・生活情報番組である。
番組の終了後、同じく綜合放送制作の『いきいき歌謡ダイアリー』が日本各地のラジオ局で放送されている。

## パーソナリティ
- 前期：武藤和貴子
- 後期：佐藤圭子

| スタブアイコン | サブスタブ | この項目は、まだ閲覧者の調べものの参照としては役立たない、ラジオ番組に関連した書きかけの項目です。この項目を加筆・訂正などしてくださる協力者を求めています（P:ラジオ/PJ:放送番組）。 |